# Società Sportiva Verbania 1966-1967
Questa voce raccoglie le informazioni riguardanti la Società Sportiva Verbania nelle competizioni ufficiali della stagione 1966-1967.

## Divise
La prima divisa è una maglia interamente bianca, cerchiata da 3 bande orizzontali (blu, gialla e rossa) poste nel centro della maglia, con pantaloncini bianchi e calzettoni bianchi.
| Divisa casalinga | 1º Divisa Portieri |

## Organigramma societario
Area direttiva
- Presidente: Remo Cova

Area tecnica
- Direttore Sportivo: Carlo Pedroli
- Allenatore: Livio Bussi

Area sanitaria
- Medico Sociale: Antonio Galimberti
- Massaggiatore: Augusto Begni

## Rosa
| N. |                   | Ruolo | Calciatore          |
| -- | ----------------- | ----- | ------------------- |
|    | Italia (bandiera) | P     | Achille Fellini     |
|    | Italia (bandiera) | P     | Lavezzari           |
|    | Italia (bandiera) | D     | Alfredo De Ponti    |
|    | Italia (bandiera) | D     | Germano Giannini    |
|    | Italia (bandiera) | C     | Bruno Maconi        |
|    | Italia (bandiera) | D     | Pier Carlo Tadini   |
|    | Italia (bandiera) | C     | Enzo Calvi          |
|    | Italia (bandiera) | C     | Cardoletti          |
|    | Italia (bandiera) | C     | Gianfranco Ferraris |
|    | Italia (bandiera) | C     | Arsenio Sacco       |

| N. |                   | Ruolo | Calciatore          |
| -- | ----------------- | ----- | ------------------- |
|    | Italia (bandiera) | C     | Costantino Lo Bosco |
|    | Italia (bandiera) | C     | Angelo Marforio     |
|    | Italia (bandiera) | C     | Ivan Romanzini      |
|    | Italia (bandiera) | A     | Antonio Barichella  |
|    | Italia (bandiera) | A     | Pier Luigi Gini     |
|    | Italia (bandiera) | A     | Marchini            |
|    | Italia (bandiera) | A     | Aurelio Milani      |
|    | Italia (bandiera) | A     | Giuseppe Margnini   |
|    | Italia (bandiera) | A     | Bianco              |

## Risultati

### Serie C

#### Girone di andata
| Arbitro: | Mascali (Desenzano del Garda) |

|                    |           |  |
| Galeone 63’ (rig.) | Marcatori |  |

| Arbitro: | Magnani (Firenze) |

|                   |           |  |
| Milani 69’ (rig.) | Marcatori |  |

| Treviso 9 ottobre 1966 3ª Giornata | Treviso | 0 – 0 | Verbania | Stadio Omobono Tenni (non disponibile spett.) |

| Verbania 16 ottobre 1966 4ª Giornata             | Verbania  | 1 – 0 | Solbiatese | Stadio Carlo Pedroli (non disponibile spett.) |
| \| \| \| \| \| Barichella 66’ \| Marcatori \| \| |           |       |            |                                               |
|                                                  |           |       |            |                                               |
| Barichella 66’                                   | Marcatori |       |            |                                               |

| Verbania 23 ottobre 1966 5ª Giornata | Verbania | 0 – 0 | Rapallo | Stadio Carlo Pedroli (non disponibile spett.) |

| Valdagno 30 ottobre 1966 6ª Giornata                                  | Marzotto  | 3 – 1    | Verbania | Stadio dei Fiori (non disponibile spett.) |
| \| \| \| \| \| Bettini 39 ’ 40 ’ Mola 55’ \| Marcatori \| 15’ Gini \| |           |          |          |                                           |
|                                                                       |           |          |          |                                           |
| Bettini 39 ’ 40 ’ Mola 55’                                            | Marcatori | 15’ Gini |          |                                           |

| Verbania 6 novembre 1966 7ª Giornata | Verbania | 0 – 0 | Monza | Stadio Carlo Pedroli (non disponibile spett.) |

| Legnano 13 novembre 1966 8ª Giornata                                  | Legnano   | 2 – 0 | Verbania | Stadio Giovanni Mari (non disponibile spett.) |
| \| \| \| \| \| Mascheroni 46 ’ Ferraris 54’ (aut.) \| Marcatori \| \| |           |       |          |                                               |
|                                                                       |           |       |          |                                               |
| Mascheroni 46 ’ Ferraris 54’ (aut.)                                   | Marcatori |       |          |                                               |

#### Girone di ritorno
| Arbitro: | Lavetti (Bergamo) |

|                                   |           |                |
| Sacco 25’ Bianco 50’ Marforio 75’ | Marcatori | 80’ Mantellato |

## Statistiche

### Statistiche di squadra
| Competizione | Punti | In casa | In casa | In casa | In casa | In casa | In casa | In trasferta | In trasferta | In trasferta | In trasferta | In trasferta | In trasferta | Totale | Totale | Totale | Totale | Totale | Totale | DR |
| Competizione | Punti | G       | V       | N       | P       | Gf      | Gs      | G            | V            | N            | P            | Gf           | Gs           | G      | V      | N      | P      | Gf     | Gs     | DR |
| ------------ | ----- | ------- | ------- | ------- | ------- | ------- | ------- | ------------ | ------------ | ------------ | ------------ | ------------ | ------------ | ------ | ------ | ------ | ------ | ------ | ------ | -- |
| Serie C      |       |         |         |         |         |         |         |              |              |              |              |              | 36           | 34     | 13     | 10     | 11     | 31     | 30     | +1 |

### Andamento in campionato
| Giornata  | 1 | 2 | 3 | 4 | 5 | 6 | 7 | 8 | 9 | 10 | 11 | 12 | 13 | 14 | 15 | 16 | 17 | 18 | 19 | 20 | 21 | 22 | 23 | 24 | 25 | 26 | 27 | 28 | 29 | 30 | 31 | 32 | 33 | 34 |
| --------- | - | - | - | - | - | - | - | - | - | -- | -- | -- | -- | -- | -- | -- | -- | -- | -- | -- | -- | -- | -- | -- | -- | -- | -- | -- | -- | -- | -- | -- | -- | -- |
| Luogo     | T | C | T | C | C | T | C | T | C | T  | C  | T  | T  | C  | T  | C  | T  | C  | T  | C  | T  | C  | T  | T  | C  | T  | C  | T  | C  | T  | C  | C  | T  | C  |
| Risultato | P | V | N | V | N | P | N | P | V | N  | V  | N  | V  | V  | P  | P  | V  | V  | N  | P  | V  | V  | V  | P  | V  | N  | N  | P  | V  | P  | V  | P  | N  | P  |
| Posizione |   |   |   |   |   |   |   |   |   |    |    |    |    |    |    |    |    |    |    |    |    |    |    |    |    |    |    |    |    |    |    |    |    |    |

Fonte: Serie C 1966-1967
Legenda:

Luogo: C = Casa; T = Trasferta. Risultato: V = Vittoria; N = Pareggio; P = Sconfitta.

### Statistiche dei giocatori
| Giocatore    | Serie C  | Serie C |
| Giocatore    | Presenze | Reti    |
| ------------ | -------- | ------- |
| A. Fellini   | 34       | -30     |
| Lavezzari    | 0        | 0       |
| De Ponti     | 26       | 0       |
| Giannini     | 21       | ?       |
| Maconi       | 31       | 1       |
| Mariani      | 28       | 0       |
| Tadini       | 1        | 0       |
| Lo Bosco     | 2        | 0       |
| Calvi        | ?        | ?       |
| Cardoletti   | 5        | 0       |
| Ferraris     | ?        | ?       |
| Sacco        | 21       | 1       |
| A. Marforio  | ?        | ?       |
| I. Romanzini | 30       | ?       |
| Barichella   | 28       | 6       |
| Gini         | 28       | 8       |
| G. Margnini  | ?        | ?       |
| A. Milani    | 8        | 1       |
| Bianco       | 14       | 4       |